# Nyikita Pavlovics Szimonyan
Nyikita Pavlovics Szimonyan (örményül: Նիկիտա Մկրտիչ Սիմոնյան; oroszul: Никита Павлович Симонян Armavir, 1926. október 12. –) szovjet válogatott oroszországi örmény labdarúgócsatár, edző.
A szovjet válogatott tagjaként részt vett az 1956. évi nyári olimpiai játékokon és az 1958-as labdarúgó-világbajnokságon, előbbin aranyérmet nyertek.
Az Orosz labdarúgó-szövetség elnöke 2012-ben és 2015-ben.[forrás?]